# عمارة لومباردية

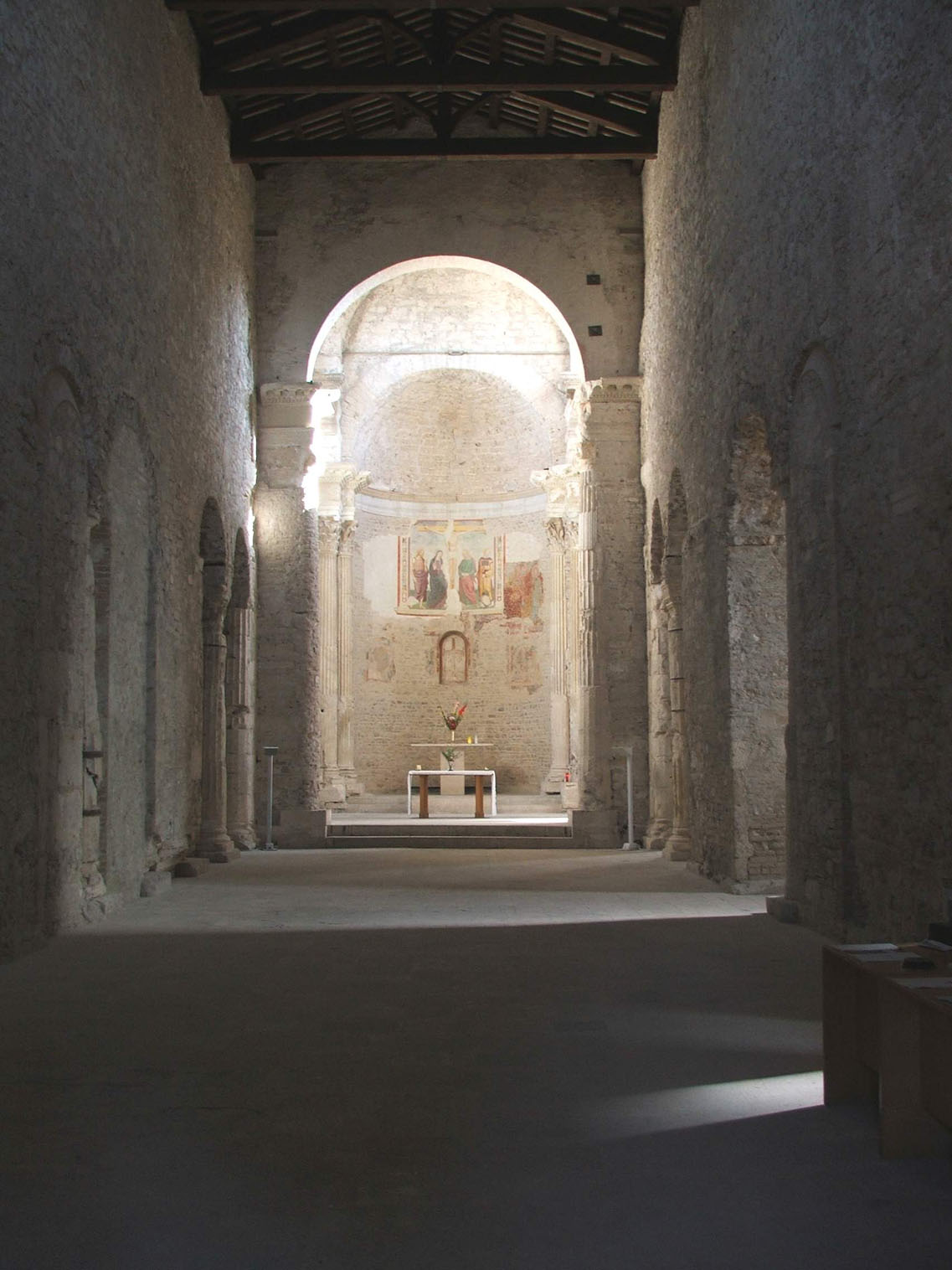

تطلق التسمية عمارة لومباردية على العمارة التي اشتهرت في مملكة اللومبارد في إيطاليا، والتي دامت بين 568-774 (وتبقى قسم منها في جنوب إيطاليا حتى القرنين العاشر والحادي عشر) والتي رعاها الملوك والدوقات اللومبارد.
فُقدت الأعمال المعمارية للومبارديين في شمال إيطاليا (لانغوبارديا الكبرى) في الغالب بسبب التجديدات أو أعمال إعادة البناء اللاحقة، مع استثناءات قليلة منها معبد لونغوباردو في تشفيدالي ديل فريولي، أو كنيسة سانتا ماريا فوريس بورتاس في كاستيلسبريو. في المقابل، نجت المزيد من الأمثلة في جنوب إيطاليا (لانغوبارديا الصغرى)، لاسيما فيما كان يُعرف باسم دوقية بينيفينتو، التي تشمل جدران المدينة وكنيسة سانتا صوفيا وروكا دي ريتوري، وهي واحدة من الهياكل العسكرية القليلة الباقية أيضًا، بالإضافة إلى مواقع ثانوية أخرى بالقرب من بينيفينتو وفي دوقية سبوليتو السابقة.
أُدرجت الأمثلة الرئيسية الباقية للعمارة اللومباردية في لونغوباردس في إيطاليا: موقع أماكن القوى (568- 774 ميلادي). يتكون هذا من أماكن ذات معالم معمارية وفنية ومنحوتات، مدرجة في قائمة اليونسكو للتراث العالمي منذ عام 2011.

## الخصائص
دُمرت أقدم الصروح التي بناها اللومبارد في إيطاليا، ولاسيما بافيا، أو جُددت إلى حد كبير في أوقات لاحقة. استُنبطت بعض الاتجاهات التي كانت تجري عادة بطرق مختلفة عن العمارة الرومانية وعمارة بالايو المسيحية السائدة في إيطاليا حتى العصور القديمة المتأخرة، من الدراسات الأثرية أو من مصادر أخرى. على سبيل المثال، امتلكت كنيسة سانتا ماريا المدمرة في بيرتيكا في بافيا، مخططًا رومانيًا نموذجيًا (مثمن الأضلاع مع رواق محدد بأعمدة) ولكن الجسم المركزي المرتفع للغاية كان أمرًا جديدًا. ابتعدت معمودية سان جيوفاني آد فونتس في لوميلو أيضًا عن الحجم الصغير النموذجي لعمارة بالايو المسيحية واستخدمت شكلًا مركزيًا مثمنًا طويلًا. لجأ النخبة من اللومبارد، كما كان الحال في زمن الرومان، إلى بناء المباني العلمانية والدينية للتعبير عن هيبتهم وشرعية سلطتهم.
تطورت العمارة اللومباردية في القرنين السابع والثامن في اتجاه أصلي، بصلات متزايدة مع العمارة الكلاسيكية. بلغ هذا الاتجاه، الذي تميز بالحضور المشترك لتأثيرات مختلفة واعتماد تقنيات جديدة، ذروته في عهد الملك ليوتبراند (712- 744)، لاسيما في تشفيدالي ديل فريولي. تظهر أصداء العمارة المعاصرة في رافينا من خلال صروح مثل معبد لومبارد في المدينة الأخيرة. خلال هذه الفترة، تلقى بناء الأديرة دفعة خاصة، ليس باعتبارها أماكن للعبادة أو دليلًا على إيمان مفوضيها فقط، بل كملاجئ لممتلكاتهم وأفرادهم وكمواقع للسيرة السياسية. قدم الملك ديسيديريوس (756- 774) ومعه العديد من الدوقات، دعمًا خاصًا لهذا الاتجاه الذي لم يمتلك شبيهًا مباشرًا في بقية أوروبا في ذلك الوقت.
توقف تطور العمارة اللومباردية في شمال إيطاليا نتيجة غزو شارلمان في عام 774. اتبعت العمارة في جنوب إيطاليا، الذي بقي تحت السيطرة اللومباردية الفعالة بشكل جزئي، الخطوط الأصلية حتى غزو النورمان في القرن الحادي عشر. تتجلى هذه الوحدة بشكل خاص في أهم صرح لومباردي في لانغوبارديا الصغرى، وهي كنيسة صوفيا في بينيفينتو التي بُنيت في القرن الثامن، وهي تتبع نفس أسلوب سانتا ماريا في بيرتيكا بجسم مركزي مرتفع، على الرغم من أن العناصر البيزنطية قد خففت من تأثيرها مثل مفاصل الأحجام والبنية الأساسية للحجم نفسه، والتي ربما استوحت من آيا صوفيا في القسطنطينية.
لم يكن اللومبارديون يمتلكون تقليدًا معماريًا خاصًا بهم عند وصولهم إلى إيطاليا في أواخر القرن السادس عشر، وبالتالي فقد اعتمدوا على القوى العاملة المحلية، مستفيدين من المنظمات والنقابات القادرة على أداء الأعمال بكفاءة عالية، مما جعلها تدوم طويلًا بفضل البقاء النسبي للحضارة العمرانية في إيطاليا بعد سقوط الإمبراطورية الرومانية الغربية (بشكل مخفف عن معظم أوروبا الغربية المسيحية المعاصرة).